# Етир-1924
Професіональний футбольний клуб «Етир-1924» (Велико-Тирново) або просто «Етир-1924» (болг. ПФК Етър-1924 (Велико Търново)) — професіональний болгарський футбольний клуб з міста Велико-Тирново, створений у 2002 році, розформований — 2013 року.

## Історія
Етир-1924 було засновано у 2002 році. У своєму дебютному сезоні команда стала чемпіоном північно-західного відділу Групи В та здобула путівку до Професіональної футбольної групи Б.
У сезоні 2004/05 років «Етир-1924» продемонстрував свій найкращий результат у кубку Болгарії, здолавши «Доростол» (Сілістра) та «Славію» (Софія), але в 1/8 фіналу поступився «Левскі».
У вересні 2010 року Велін Кефалов був призначений новим головним тренером команди. Під його керівництвом команда посіла третє місце в зоні «Захід» групи Б. Оскільки «Чорноморець» (Помор'є) не отримав ліцензії для участі в ПФГ А, «Етир» отримав можливість зіграти в плей-оф за право підвищитися в класі, але цією можливістю не скористався — з рахунком 1:3 поступився «Светкавиці».
У червні 2011 року Кефалов залишив команду, а новим головним тренером став Георгі Тодоров. Тодоров залишив команду після завершення першої частини сезону 2011/12 років, його замінив Цанко Цветанов. 23 травня 2012 року після домашньої (1:0) перемоги над «Несебаром» команда забезпечила собі на наступний сезон місце в Професіональній футбольній групі А. Цей успіх став можливим завдяки серйозним змінам на тренерському містку та в складі команди (Цветанова замінив Сердар Даят). Незважаючи на вдалий початок у весняній частині сезону, наростаюча фінансова невизначеність продовжувала впливати на команду, а «Етир» переїхав до Слівена, однією з причин, через які це сталося, був конфлікт інтересів з групою прихильників Велико Тирново та міською владою, через що команда опинилася в зоні вильоту. У травні 2013 року команда фактично припинила своє існування, а решті суперникам «Етиру» по  чемпіонату до кінця сезону ПФГ зарахувала технічні перемоги з рахунком 3:0. 
«Етир» (Велико-Тирново) викупив ліцензію «Ботева» (Дебелец) й починаючи з сезону 2013/14 років виступає в Аматорській футбольній групі В.

## Досягнення
- Професіональна футбольна група Б (зона «Схід»)
  -  Чемпіон (1): 2011/12

- Аматорська футбольна група В (зона «Північний-захід»)
  -  Чемпіон (1): 2002/03

## Відомі тренери
У списку, який подано нижче, вказані головні тренери команди протягом останніх 7 років її існування.
| Ім'я             | Нац.      | З               | По              | Досягнення    |
| ---------------- | --------- | --------------- | --------------- | ------------- |
| Еміль Димитров   | Болгарія  | травень 2005    | червень 2006    | –             |
| Стоян Петров     | Болгарія  | червень 2006    | 25 червня 2007  | –             |
| Велін Кефалов    | Болгарія  | 25 червня 2007  | 6 жовтня 2008   | –             |
| Сашо Ангелов     | Болгарія  | 6 жовтня 2008   | 23 грудня 2008  | –             |
| Ніколай Арнаудов | Болгарія  | 23 грудня 2008  | 21 вересня 2010 | –             |
| Велін Кефалов    | Болгарія  | 21 вересня 2010 | 30 червня 2011  | –             |
| Георгі Тодоров   | Болгарія  | 6 липня 2011    | 12 грудня 2011  | –             |
| Цанко Цветанов   | Болгарія  | 30 грудня 2011  | 15 жовтня 2012  | Чемпіон ПФГ Б |
| Сердар Даят      | Туреччина | 22 жовтня 2012  | 20 квітня 2013  | –             |
| Григор Петков    | Болгарія  | 28 квітня 2013  | 3 травня 2013   | –             |
| Румен Данков     | Болгарія  | 4 травня 2013   | 8 травня 2013   | –             |

Станом на 8 травня 2013 року